# Schultheissidia
Schultheissidia is een geslacht van wantsen uit de familie van de Reduviidae (Roofwantsen). Het geslacht werd voor het eerst wetenschappelijk beschreven door Breddin in 1903.

## Soorten
Het genus is monotypisch en bevat alleen de volgende soort:

- Schultheissidia mitis Breddin, 1903